# Itutinga
Itutinga là một đô thị thuộc bang Minas Gerais, Brasil. Đô thị này có diện tích 372,508 km², dân số năm 2007 là 4051 người, mật độ 10,8 người/km².